# یاسنووو (بلا تسرکوا)
یاسنووو (به صربی: Jasenovo) یک منطقهٔ مسکونی در صربستان است که در Bela Crkva municipality واقع شده‌است. یاسنووو ۱٬۴۴۶ نفر جمعیت دارد و ۷۳ متر بالاتر از سطح دریا واقع شده‌است.